# Rohan, Morbihan
Rohan (tiếng Breton: Roc’han) là một xã ở tỉnh Morbihan trong vùng Bretagne tây bắc Pháp. Xã này có diện tích 23,43 km², dân số năm 1999 là 1521 người. Khu vực này có độ cao từ 60-150 mét trên mực nước biển.
Cư dân của Rohan danh xưng trong tiếng Pháp là Rohannais.